# Sven Månsson (arkitekt)
Sven Hjalmar Månsson, född 8 juli 1917 i Billesholm, Malmöhus län, död 26 maj 2000 i Roslags Näsby, var en svensk arkitekt.
Månsson, som var son till folkskollärare Hjalmar Månsson och Anna Lind, avlade studentexamen i Landskrona 1936 och utexaminerades från Kungliga Tekniska högskolan 1942. Han anställdes på Kooperativa förbundets arkitektkontor 1942, på Harry Eglers stadsplanebyrå 1946, blev stadsplanearkitekt i Täby köping 1950 och var stadsarkitekt där från 1965. Han blev ledamot av Statens planverks tekniska råd 1977. Han utförde generalplaner för Luleå, Nederluleå, Oskarshamn, Falköping och Täby samt ett flertal stadsplaner för Roslags Näsby, Näsbypark, Viggbyholm och Hägernäs. Månsson är begravd på Täby norra begravningsplats.